# Perignamptus carinipennis
Perignamptus carinipennis är en skalbaggsart som beskrevs av Raffaello Gestro 1899. Perignamptus carinipennis ingår i släktet Perignamptus och familjen Hybosoridae. Inga underarter finns listade i Catalogue of Life.